# Eviota teresae
Eviota teresae, tên thông thường là Terry's dwarfgoby, là một loài cá biển thuộc chi Eviota trong họ Cá bống trắng. Loài này được mô tả lần đầu tiên vào năm 2016.

## Từ nguyên
Loài cá này được đặt theo tên của Teresa Arámbula Greenfield, người đã giúp thu thập mẫu vật và hỗ trợ các tác giả trong công tác thu thập và xuất bản tài liệu.

## Phạm vi phân bố và môi trường sống
E. teresae có phạm vi phân bố rộng khắp các vùng biển thuộc Fiji. Những mẫu vật của loài cá này được thu thập gần các rạn san hô ở độ sâu khoảng 26 m trở lại.

## Mô tả
Chiều dài cơ thể tối đa được ghi nhận ở E. teresae là 2,1 cm. Đầu và thân trong mờ, có màu xám; được phủ bởi các vệt đốm đỏ, cam và trắng. Đỉnh đầu màu trắng với một đốm màu đỏ cam nhỏ ở ngay đỉnh đầu; ở phía sau mắt có 2 đốm màu đỏ cam nhưng lớn hơn. Đồng tử đen, mống mắt màu đỏ nhạt với viền vàng bao quanh. Vảy có viền màu vàng cam. Một dải các đốm nhỏ màu cam sẫm trải dài dọc theo gốc vây lưng. Bụng và thân dưới có một dải các đốm lớn màu đỏ cam, được ngăn cách bởi các đốm trắng pha vàng. Dọc theo cột sống cũng có một dải các đốm màu đỏ cam, được ngăn cách bởi các đốm trắng. Gốc vây ngực màu trắng ánh vàng, vây trong suốt. Vây lưng có màu hơi đỏ, vây đuôi trong suốt với các đốm đỏ rải rác, vây hậu môn có các chấm đen li ti.
Số gai ở vây lưng: 7; Số tia vây ở vây lưng: 9; Số gai ở vây hậu môn: 1; Số tia vây ở vây hậu môn: 8; Số tia vây ở vây ngực: 16 - 18.